# Walter O'Brien
Walter O'Brien (Contea di Wexford (Irlanda), 24 febbraio 1975) è un dirigente d'azienda e informatico irlandese, fondatore e CEO di Scorpion Computer Services.
Egli è anche l'ispirazione e produttore esecutivo della serie televisiva della CBS Scorpion, dove il suo ruolo è stato affidato a Elyes Gabel.

## Biografia

### Infanzia e istruzione
Secondo di cinque figli, e cresciuto in una fattoria, Walter O'Brien è nato da Maurice e da Anne O'Brien nel 1975 a Clonroche nella Contea di Wexford in Irlanda. O'Brien ha frequentato la scuola elementare nazionale di San Patrizio a Clonroche, fino a quando all'età di 13 anni la sua famiglia si trasferì a Rosshaven. Qui frequentò la scuola Christian Brothers School (CBS) dedicata a Santa Maria a Enniscorthy.
O'Brien si sottopose durante la scuola primaria al test del QI, ottenendo un punteggio pari a 197, più alto di quello di Albert Einstein, ma lui non ha mai mantenuto tale documento. Egli infatti non compare nella lista dei top 10 del QI poiché non ha ottenuto ufficialmente il test Mensa-endorsed. Articoli su Techdirt e The Irish Times dicono che non voleva dire che era più intelligente di altri adulti, dal momento che i punteggi QI vengono ridimensionati in base all'età.
Dopo aver completato il suo Leaving Certificate (esame finale nelle scuole superiori in Irlanda) presso il collegio di San Kieran a Kilkenny, O'Brien frequentò l'Università del Sussex, dove si è laureato in scienze informatiche e l'intelligenza artificiale (baccalaureato). Nel Leaving Certificate i risultati degli esami sono stati superiori alla media, anche se non è riuscito in irlandese, a sua detta per mancanza di interesse.

### Primi interessi nei computer
Secondo il New Ross Standard, un giornale locale nella contea di O'Brien, il suo interesse per i computer è iniziato quando la sua scuola primaria ha iniziato ad offrire un corso di informatica. Inoltre riferisce che il padre di O'Brien gli ha dato il bestiame come pagamento per fare lavoretti in fattoria, che ha poi venduto, al fine di acquistare un personal computer Amstrad all'età di nove anni. Secondo IrishCentral, i suoi genitori gli comprarono un computer all'età di 12 anni, e cioè quando il suo interesse per i computer era appena iniziato.
Alcuni giornali hanno riferito che quando O'Brien aveva tredici anni, ha hackerato la NASA con lo pseudonimo di "Scorpion". Secondo Elyes Gabel, l'attore che interpreta O'Brien nella serie televisiva Scorpion della CBS, una volta scoperto, O'Brien presumibilmente tornò a casa da scuola per trovare la sua casa circondata da agenti Homeland Security. Disse loro che li avrebbe aiutati mostrando le vulnerabilità nella loro rete, in cambio di non sarebbe stato accusato. Secondo O'Brien, egli aveva un documento di estradizione pronto nel suo zaino, ma non ha potuto fornire maggiori dettagli sulla trattativa che era stata fatta a causa di accordi di non divulgazione. Il tabloid francese Telestar scrisse che non c'è traccia di attacchi nel sito della NASA. L'IrishCentral scrisse che l'incidente non è stato confermato. Techdirt ha anche sottolineato che l'affermazione dell'attore Elyes Gabel - secondo la quale la Homeland Security circondò la casa di O'Brien - non può essere vera, poiché l'Homeland Security non esisteva al momento del presunto hackering.
O'Brien ha anche detto che da adolescente ha lavorato con alcune banche irlandesi per installare software e risolvere problemi tecnici e che ha partecipato alle Olimpiadi internazionali dell'informatica del 1993 per conto dell'Irlanda. O'Brien non è stato elencato nel materiale promozionale della manifestazione, tuttavia Fast Company ha trovato un collegamento a una pagina Wayback Machine del 1997 (originalmente datato 1994) che elencava O'Brien come partecipante. O'Brien ha detto che si è classificato al sesto posto a una olimpiade, anche se Fast Company ha riferito che non è chiaro se tale rango si riferisca al 1993 o a una olimpiade precedente. L'università dove si è laureato mostra che la sua squadra ha partecipato nel 1993 alle olimpiadi posizionandosi al 90º posto su 250.

## Carriera
Secondo IrishCentral, O'Brien ha iniziato a programmare per la "Scorpion" già all'età di 13 anni nel 1988, dove l'azienda forniva principalmente servizi di sicurezza internazionali. Secondo The Irish Times, ha iniziato la sua società alla fine del 1990, dopo la laurea all'università e dopo essersi trasferito negli Stati Uniti. Il New Ross Standard riferisce che il tutto è iniziato come un servizio di tutoring, e successivamente si è ampliato nel campo della sicurezza e nella gestione del rischio. The Irish Times riporta invece che il tutto è iniziato con una società di intelligenza artificiale. O'Brien ha detto che è un think tank di "soggetti ad alto quoziente d'intelligenza." O'Brien serve come CEO presso Scorpion Computer Services.
O'Brien è Chief Scientist presso la società di consulenza Langford & Carmichael. Egli ha anche sviluppato il generatore di scenario (ScenGen), il quale ha vinto come "prodotto maggiormente innovativo dell'anno" nel 2011 al CONNECT di San Diego nella categoria "Aerospace and Security Technologies". ScenGen è un simulatore di scenario che genera risultati possibili per una data situazione secondo variabili immesse dall'utente e relazioni. Tale programma viene utilizzato da organizzazioni in diversi settori, tra cui la difesa e nei servizi finanziari.
ScenGen viene distribuito a Lockheed Martin e a Northrop Grumman sul sistema di difesa missilistico balistico Aegis, e al Comando e sistema di controllo della Marina statunitense. O'Brien ha codificato personalmente l'installazione.
O'Brien è il fondatore di ConciergeUp, commercializzato come un think tank di geni che eseguono "desideri finanziati". Secondo il Daily Mail, esempi di desideri finanziati comprendono la "previsione dei vincitori delle corse di cavalli", andando a analizzare il DNA dei cavalli da corsa, e scoprire se la fidanzata del figlio di un miliardario è in cerca del patrimonio di famiglia. O'Brien è anche membro del comitato consultivo per LawLoop.com, una piattaforma cloud-based per la gestione di uno studio legale.
Un mese dopo l'attentato alla maratona di Boston del 2013, Fox 11 LA-KTTV (canale televisivo di Los Angeles) ha riferito che società di O'Brien ha sviluppato un software di analisi video simile a quello utilizzato dall'FBI per catturare gli attentatori. Un anno più tardi, O'Brien disse alla WBZ-TV News (CBS di Boston) che ha usato l'informatica forense per elaborare centinaia di ore di video e che questo ha "aiutato" l'FBI per la cattura degli attentatori. L'Irish Times ha riferito che i dirigenti della CBS hanno affermato che O 'Brien era direttamente responsabile della loro cattura.